# Gonzalo Rodríguez (arcediano de Toro)
Gonzalo Rodríguez fue un clérigo y poeta español, cuya obra literaria debió de desarrollarse entre 1380 y 1390. También se le conoce como el Arcediano de Toro. 
Fue canónigo en colegiata de Toro. Por desempeñar tal cargo, su firma figura entre los testigos de un acuerdo entre los reinos de Castilla y de Portugal. 
En el Cancionero de Baena figuran composiciones suyas de tema amoroso, escritas tanto en gallego como en castellano. Entre ellas figura su Testamento, escrito en arte mayor, que comienza con el verso «Pois que me vejo a morte chegado». El Arcediano de Toro sigue en él el modelo del Petit testament de François Villon. El de Toro es el más antiguo de los testamentos conservados en los cancioneros españoles y un buen ejemplo de mezcla de poesía satírica y amorosa, pues desarrolla el tópico literario de escribir las últimas voluntades por estar próximo a morir de amor.